# NGC 5815
NGC 5815 ist eine Spiralgalaxie vom Hubble-Typ Sb im Sternbild Waage und etwa 132 Millionen Lichtjahre von der Milchstraße entfernt. 
Sie wurde am 15. Februar 1886 von Francis Leavenworth entdeckt.